# Aurela
Aurela foi uma companhia aérea com sede em Vilnius, Lituânia. A empresa opera voos charter turísticos para vários Países Bálticos.

## História
A companhia começou suas operações em 1996 com um Tupolev Tu-134. A Aurela Airlines foi a primeira companhia aérea privada da Lituânia.
Em 1996 a empresa adquiriu uma aeronave VIP configurado, a TU-134A para voos charter.
Em 2001, a companhia adquiriu um British Aerospace BAe 125 com 8 lugares configurados para voos VIP.
Em julho de 2006 a companhia anunciou que iria alugar o segundo Boeing 737-300.
Na primavera de 2009, a Aurela anunciou a compra de um Boeing 767-200.

## Serviços
As principais atividades da Aurela são:
- Voos charter regulares: uma das principais atividades operacionais da Aurela é servir diferentes agências de viagens com voos fretados para diferentes resorts na Europa, Ásia e África.
- Voos charter Individual - Aurela disponibiliza voos individuais, os chamados voos charter exclusivos.
- Voos VIP: são voos comerciais, porém, somente com aviões de classe VIP.

## Frota
- 2 Boeing 737-300

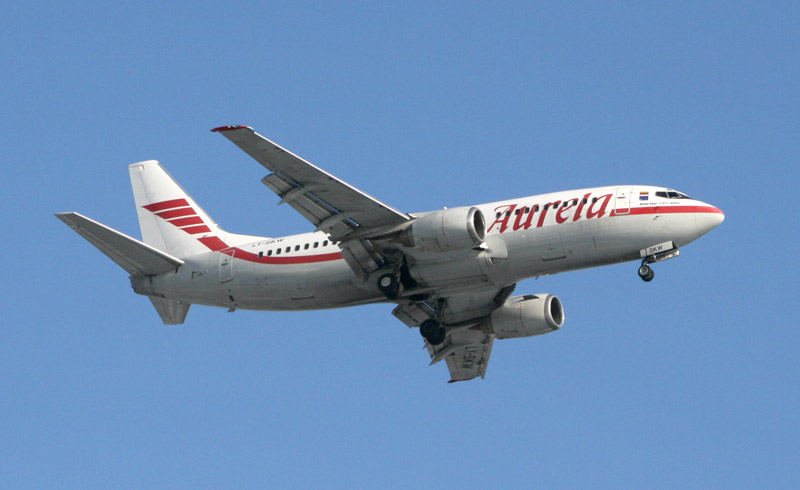
Boeing 737-300 da Aurela.

- 2 Boeing 757-200 (217 assentos, todos de classe econômica)
- 1 Hawker 850XP
- 1 Hawker 900XP